# Freyr Battery
Freyr Battery (tidigare Freyr) är ett amerikanskt företag som utvecklar och tillverkar batterier för transport- och energisystem. En av storägarna är familjen Koch. Företagets huvudkontor låg tidigare i Luxemburg, men företaget är noterat på börsen i New York. 15 december 2023 beslutade företaget att flytta huvudkontoret till Delaware i USA.
Företaget hade planer på att skapa 1500 arbetstillfällen i Nordland fylke i Norge och använda norsk vattenkraft för att tillverka batterier i industriell omfattning. Då Regeringen Biden stiftade lagen Inflation Reduction Act 2022 ledde detta till förmånligare villkor för Freyr, som valde att flytta produktionen till USA.

### Översättning
Den här artikeln är helt eller delvis baserad på material från norskspråkiga Wikipedia.